# 차미언 킹
차미언 킹(영어: Charmion King, 1925년 7월 25일 ~ 2007년 1월 6일)은 캐나다의 배우이다.
토론토에서 태어났으며 토론토에서 사망하였다.

## 영화
- 클레어 작전 (2001년)
- 뮤직 박스의 비밀 (1994년)
- 빨간머리 앤 - 선생님이 된 앤 (1987년)
- 빨강머리 앤 (1985년)